# Småträsket, Västerbotten
Småträsket är en sjö i Skellefteå kommun i Västerbotten och ingår i Byskeälvens huvudavrinningsområde. Sjön har en area på 0,664 kvadratkilometer och ligger 315 meter över havet. Småträsket ligger i Byskeälven Natura 2000-område. Sjön avvattnas av vattendraget Selsbäcken.

## Delavrinningsområde
Småträsket ingår i det delavrinningsområde (724209-170226) som SMHI kallar för Utloppet av Småträsket. Medelhöjden är 328 meter över havet och ytan är 6,89 kvadratkilometer. Det finns inga avrinningsområden uppströms utan avrinningsområdet är högsta punkten. Selsbäcken som avvattnar avrinningsområdet har biflödesordning 3, vilket innebär att vattnet flödar genom totalt 3 vattendrag innan det når havet efter 94 kilometer. Avrinningsområdet består mestadels av skog (71 procent). Avrinningsområdet har 0,59 kvadratkilometer vattenytor vilket ger det en sjöprocent på 8,6 procent.